# Natalina wesseliana
Natalina wesseliana (англ.) — вид редких хищных лёгочных улиток из семейства Rhytididae (Rhytidoidea, Stylommatophora, Gastropoda). Эндемики Южной Африки.
Встречаются только в прибрежных лесах в северной части Зулуленда и в южном Мозамбике (St. Lucia- Maputo). Оранжево коричневого цвета, диаметр ракушек до 7 см. Питаются другими моллюсками, например, Cochlitoma vestita (Pfeiffer, 1855) (Achatinidae), Subulinidae spp., а также Chlamydephorus gibbonsi Binney, 1879) (Chlamydephoridae). Вид стал редким и включён в включен в международную Красную книгу (Красный список МСОП). Вид назван в честь М. Весселя Преториуса (Marthinus Wessel Pretorius, 1819—1901), первого президента Южно-Африканской республики (Трансвааля) (1857—1860, 1864—1871) и президента Оранжевого Свободного государства (1860—1862).